# フィリップ・クレマン
- フィリップ・クレメント

フィリップ・クレマン（Philippe Clement、1974年3月22日 - ）は、ベルギー出身の元同国代表プロサッカー選手、現サッカー指導者。現役時代のポジションはDF。

## 選手経歴
1992年、KベールスホットVACでプロデビュー。1995年の夏に当時2部に所属していたKRCヘンクへと移籍すると、3シーズンの間レギュラーとしてプレーし、1997-98シーズン終了後にプレミアリーグのコヴェントリー・シティFCへと引き抜かれた。しかし、コヴェントリーでの出場機会が少なく、わずか1シーズンでクラブを離れて母国のクラブ・ブルッヘに加入した。
クラブ・ブルッヘでは、クラブのキャプテンを務めるなど、中心選手として活躍し、ベルギー代表にも定期的に招集されるようになった。ブルッヘ加入から10年後の2009年、クラブを退団することが決定した。在籍10年間で公式戦333試合に出場し、センターバックながら45得点を記録した。
ブルッヘ退団後は古巣のジェルミナル・ベールスホットに復帰し、2シーズン後に現役を引退した。ベルギー代表として38試合に出場したが、メジャー大会には1998 FIFAワールドカップとUEFA EURO 2000の2大会に出場した。

## 指導者経歴
2011年に現役引退後、すぐにクラブ・ブルッヘのスタッフとして働き始め、同クラブでスカウトや暫定監督、アシスタントコーチを経験し、2017年5月24日からワースラント＝ベフェレンの監督としてキャリアをスタートさせた。就任後から順調なスタートダッシュを決め、好成績を残したことでシーズン途中である冬に現役時代にも在籍したKRCヘンクに監督として引き抜かれた。KRCヘンクにて、初のフルシーズンとなった2018-19シーズンには、リーグ優勝をクラブにもたらし、UEFAチャンピオンズリーグの予選出場権を獲得した。
2019年5月24日、クラブ・ブルッヘの監督に就任することが決定した。ブルッヘでは、ベルギーのクラブとして史上初めてUEFAチャンピオンズリーグの決勝トーナメントへとクラブを導き、2019-20シーズンからリーグ戦2連覇を果たすなど、成功を収めた。これにより、ベルギー紙「HLM」は2019年から2年連続でクレマンをリーグ最優秀監督に選出した。
2022年1月3日、ニコ・コヴァチの後任としてASモナコの監督に招聘された。
2023年6月4日にASモナコから解任された。
2023-24シーズンより、スコットランドのレンジャーズFC監督に就任。13年ぶりにスコティッシュリーグカップで優勝した。しかし翌2024-25シーズン、リーグ戦では2位を維持していたもののタイトル無冠が濃厚となり、シーズン途中の2025年2月に解任された。

## 指導者としての特徴
監督として採用する戦術は攻撃的なサッカーであり、システムありきではなく、所属選手の特徴を組み合わせて最適解を導き出すことをベースにしている。

## 代表歴

### 出場大会
- ベルギー代表
  - 1998 FIFAワールドカップ

### 試合数
- 国際Aマッチ 38試合 1得点（1998年-2007年）[12]

| ベルギー代表 | 国際Aマッチ | 国際Aマッチ |
| 年           | 出場        | 得点        |
| ------------ | ----------- | ----------- |
| 1998         | 8           | 0           |
| 1999         | 2           | 0           |
| 2000         | 1           | 0           |
| 2001         | 3           | 0           |
| 2002         | 3           | 0           |
| 2003         | 5           | 1           |
| 2004         | 8           | 0           |
| 2005         | 4           | 0           |
| 2006         | 1           | 0           |
| 2007         | 3           | 0           |
| 通算         | 38          | 1           |

## タイトル

### クラブ
KRCヘンク
- ベルギーカップ : 1回 (1997-98)

クラブ・ブルッヘ
- ベルギー1部リーグ : 2回 (2002-03, 2004-05)
- ベルギーカップ : 3回 (2000-01, 2003-04, 2006-07)
- ベルギー・スーパーカップ : 4回 (2002, 2003, 2004, 2005)

### 監督
KRCヘンク
- ベルギー・プロリーグ : 1回 (2018-19)

クラブ・ブルッヘ
- ジュピラー・プロリーグ : 2回 (2019-20, 2020-21)
- ベルギー・スーパーカップ : 1回 (2021)

レンジャーズFC
- スコティッシュリーグカップ: 1回 (2023-24)

### 個人
- ベルギー最優秀監督賞 : 1回 (2018-19)
- ベルギー人最優秀監督賞 : 2回 (2019, 2020)